# Francesco Volpi (aviatore)
Francesco Volpi (Trento, 13 ottobre 1914 – Trento, 19 novembre 2019) è stato un aviatore italiano, che ha vantato 80 anni di attività di volo ininterrotta.

## Biografia
Ha studiato al Liceo classico Giovanni Prati di Trento e poi Giurisprudenza alle Università di Bologna e di Padova, dove si è laureato nel 1938.
Ha ottenuto il brevetto di volo nel 1935 a Cameri su un aereo Caproni Ca.100. Ha prestato servizio come sottotenente pilota a Ferrara e a Vicenza.
In seguito a un incidente motociclistico ha lavorato in alcuni uffici a Trento.
Richiamato in guerra, è stato pilota nell'Ala Littoria ed è stato poi assegnato alla 246ª Squadriglia Autonoma dei Servizi Aerei Speciali. Ha combattuto nel Mediterraneo e in Russia, dove si è guadagnato una medaglia di bronzo al valor militare. In totale ha completato 236 missioni di guerra.
Dopo la guerra ha diretto l'ufficio legale dell'Unione degli industriali prima di Trento e poi di Bolzano.
È stato direttore della scuola di volo dell'Aero Club Trento e ha collaborato alla progettazione e alla costruzione dell'Aeroporto Gianni Caproni di Mattarello. Ha promosso la "Scuola Nazionale di volo in montagna" e l'ha diretta fra 1973 e 1974.
Nel 2014 ha ricevuto l'Aquila di San Venceslao, la massima onorificenza della Provincia autonoma di Trento. A 100 anni ha rinnovato la licenza da pilota. In quella occasione e gli anni successivi ha festeggiato il compleanno sorvolando la città di Trento.
È morto il 19 novembre 2019, all'età di 105 anni.